# Pieris virginiensis
Pieris virginiensis Edwards, 1870, è un lepidottero appartenente alla famiglia Pieridae.

## Descrizione

### Adulto
Le ali sono traslucide, di colorazione biancastra e prive di tinte giallastre sul lato posteriore. Lungo le nervature del lato inferiore delle ali posteriori si osservano scaglie marrone scuro o grigio pallido. Le macchie apicali sulle ali anteriori sono assenti sul lato inferiore, appena accennate o assenti su quello posteriore.
L'apertura alare va da 4,5 a 5,3 cm.

### Uova
Le uova, della forma "a birillo scanalato" tipica delle Pieridae, vengono deposte singolarmente sulla pagina inferiore delle foglie delle piante ospite.

### Larva
Le larve compaiono da maggio, quando le foglie delle piante ospiti sono ben sviluppate. Questi bruchi attaccano inizialmente la parte inferiore delle foglie, spostandosi poi verso l'apice fogliare durante gli ultimi stadi di sviluppo. Verso giugno si impupano ed entrano in diapausa fino alla primavera successiva.

### Pupa
La pupa o crisalide va in ibernazione sullo stelo delle piante ospite o su un supporto del sottobosco.

## Distribuzione e habitat
La specie è diffusa in Canada negli Stati Uniti orientali, dal Québec e dall'Ontario agli stati dei Grandi Laghi, fino all'Alabama nordorientale.
La si può riscontrare nella boscaglia mista e nelle foreste umide di latifoglie. Praticamente assente dagli spazi aperti.
La deforestazione avvenuta negli ultimi due secoli ha posto in serio pericolo la specie in alcune zone, poiché gli adulti possono non trovare supporti dove deporre le uova, e le larve possono trovarsi in carenza di piante ospiti da parassitare. Una volta che la specie è stata cancellata da una zona, non può più ricolonizzarla, in quanto non è in grado di volare in spazi aperti.
Anche l'introduzione di Alliaria petiolata (fam. Brassicaceae) dal 1868 ha creato seri problemi alla specie, in quanto le femmine adulte sono attirate da quest'essenza in fase di ovodeposizione, ma le larve vengono avvelenate da questa pianta.

## Biologia

### Periodo di volo
Gli adulti volano a maggio in un'unica generazione, nel nord dell'areale, e tra aprile e maggio in un'unica generazione, più a sud.

### Alimentazione
Si conoscono solo due specie di piante ospite che vengono parassitate dai bruchi di Pieris virginiensis: Dentaria diphylla e Dentaria laciniata (fam Brassicaceae), abbastanza comuni nell'areale della specie.
Gli adulti suggono il nettare dai fiori di Dentaria, Claytonia (fam. Portulacaceae), Viola (fam. Violaceae) ed altri generi.

## Tassonomia
Di questa specie vengono riconosciute due sottospecie, con distribuzione differente:
- Pieris virginiensis virginiensis Edwards, 1870 (Ontario, Virginia Occidentale, Kentucky, Tennessee e Carolina del Nord)
- Pieris virginiensis hyatti Eitschberger, 1984 (regioni boscose del Canada orientale e degli Stati Uniti orientali).